# Hesperia (Califòrnia)
Hesperia és una població dels Estats Units a l'estat de Califòrnia. Segons el cens del 2000 tenia 98.582 habitants.

## Demografia
Segons el cens del 2000, Hesperia tenia 62.582 habitants, 19.966 habitatges, i 15.773 famílies. La densitat de població era de 358,8 habitants/km².
Dels 19.966 habitatges en un 42,6% hi vivien nens de menys de 18 anys, en un 58,9% hi vivien parelles casades, en un 13,8% dones solteres, i en un 21% no eren unitats familiars. En el 16,5% dels habitatges hi vivien persones soles el 7,6% de les quals corresponia a persones de 65 anys o més que vivien soles. El nombre mitjà de persones vivint en cada habitatge era de 3,12 i el nombre mitjà de persones que vivien en cada família era de 3,47.
Per edats la població es repartia de la següent manera: un 32,8% tenia menys de 18 anys, un 9,3% entre 18 i 24, un 27,4% entre 25 i 44, un 19,6% de 45 a 60 i un 11% 65 anys o més.
L'edat mediana era de 32 anys. Per cada 100 dones de 18 o més anys hi havia 94,1 homes.
La renda mediana per habitatge era de 40.201 $ i la renda mediana per família de 43.004 $. Els homes tenien una renda mediana de 39.776 $ mentre que les dones 25.665 $. La renda per capita de la població era de 15.487 $. Entorn de l'11,1% de les famílies i el 14,1% de la població estaven per davall del llindar de pobresa.

## Poblacions més properes
El següent diagrama mostra les poblacions més properes.